# Gmina Kaptol
Gmina Kaptol (chorw. Općina Kaptol) – gmina w Chorwacji, w żupanii pożedzko-slawońskiej. W 2011 roku liczyła 3472 mieszkańców.